# Реферсгаген
Реферсгаген (нім. Rövershagen) — громада в Німеччині, розташована в землі Мекленбург-Передня Померанія. Входить до складу району Росток. Складова частина об'єднання громад Ростокер-Гайде.
Площа — 20,55 км2. Населення становить 2650 ос. (станом на 31 грудня 2020).

## Галерея

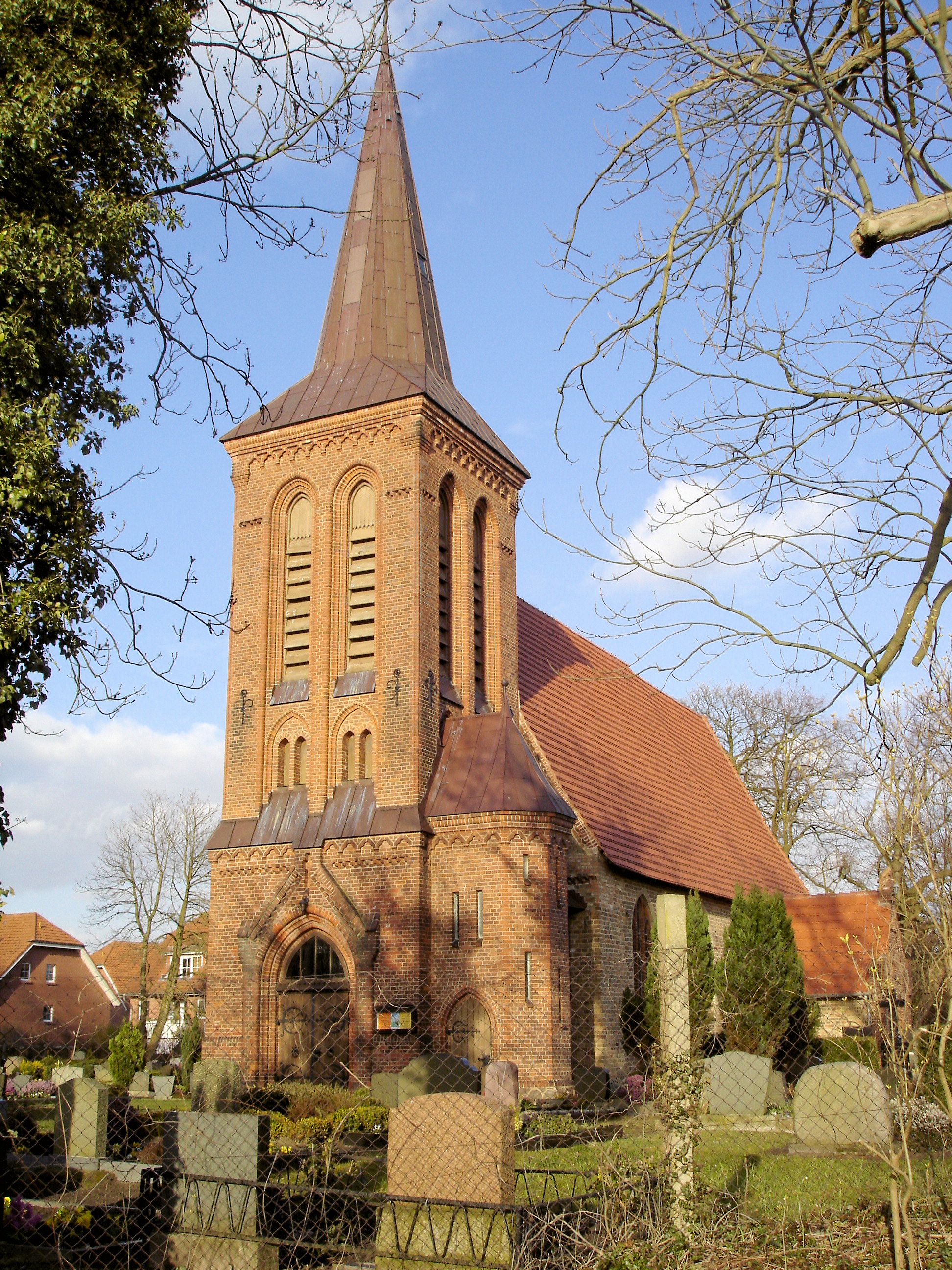
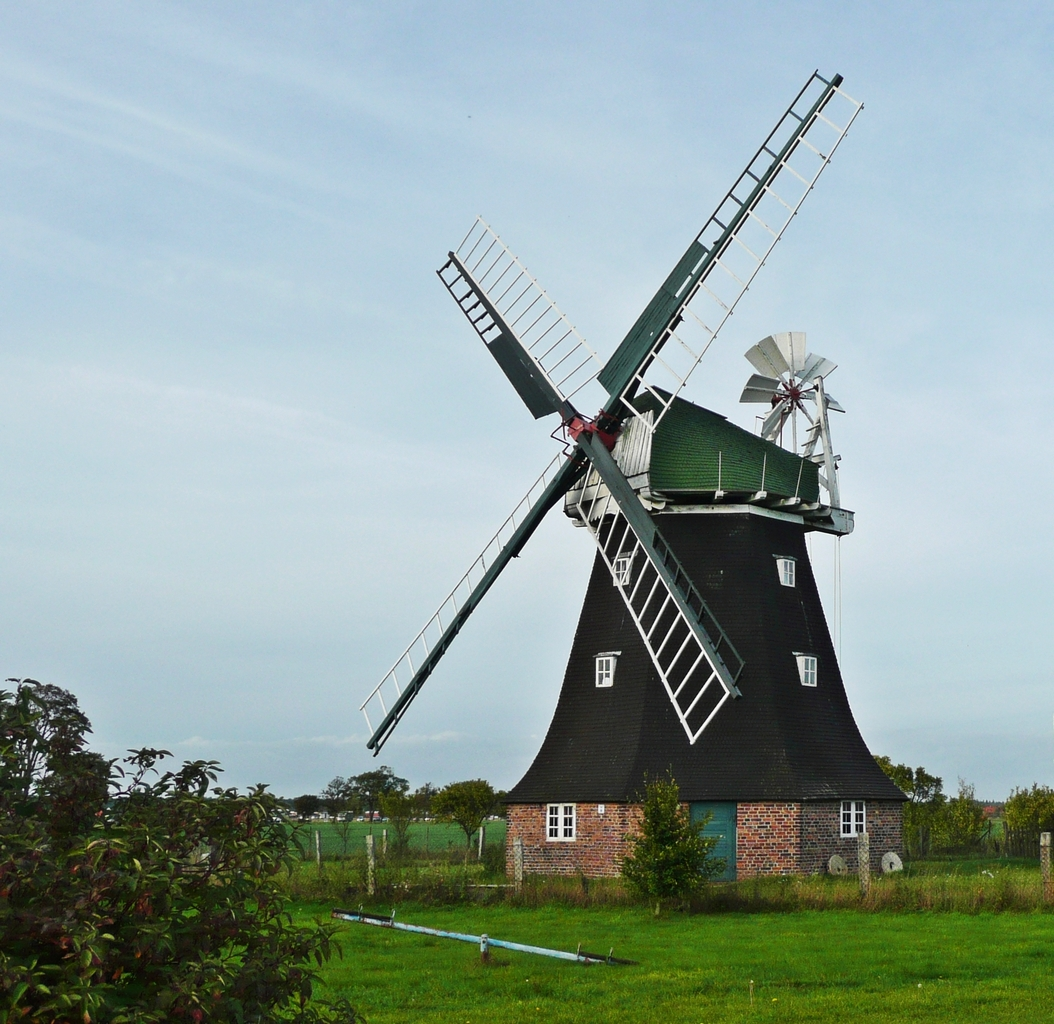
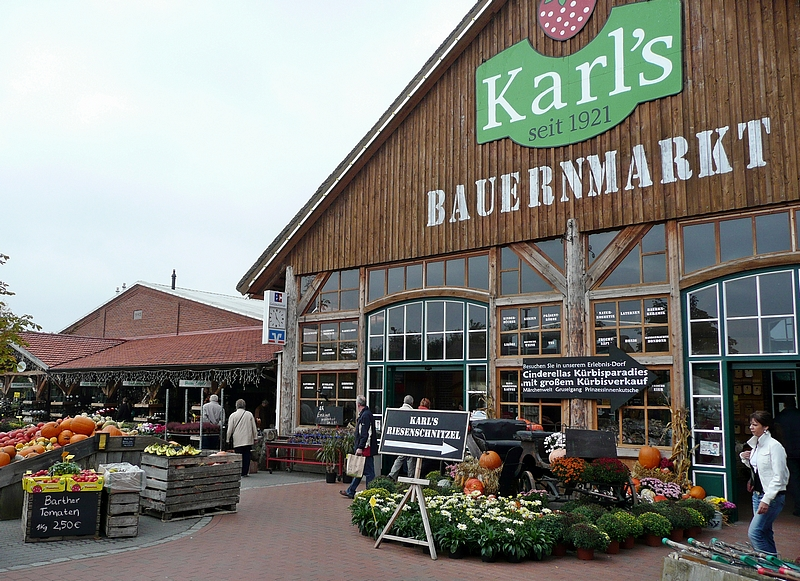